# Salve sancta parens
Salve sancta parens ist ein Rätselkanon von Ludwig Senfl. Er ist überliefert im 1520 gedruckten Liber selectarum cantionum.

## Über den Rätselkanon

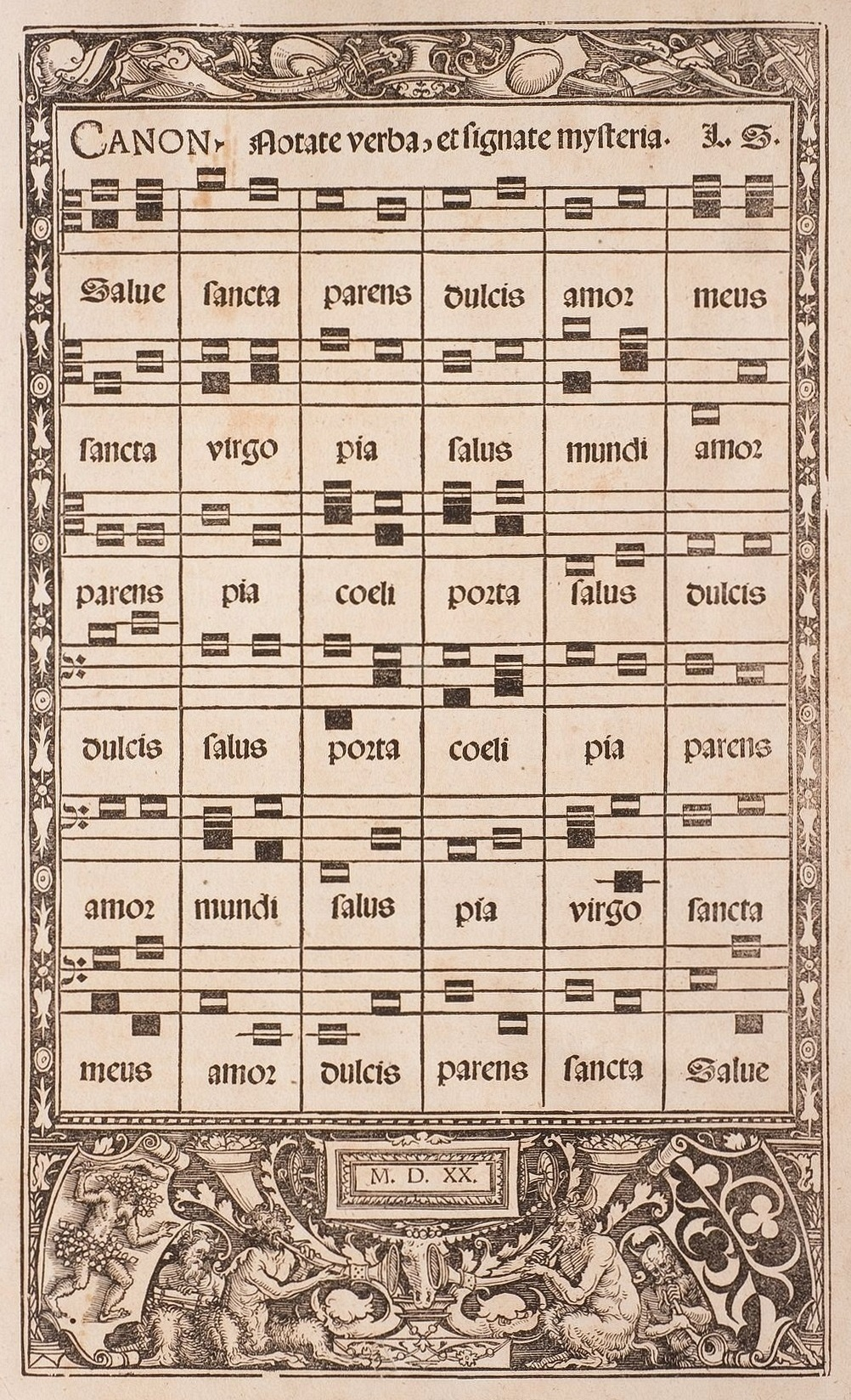
Salve sancta parens im Liber selectarum cantionum, f. 272r

Auf der letzten gedruckten Seite des Liber selectarum cantionum befindet sich ein vollseitiger, schwarz-weißer Holzschnitt. Am unteren Rand sind links und rechts die Wappen Sigmund Grimms bzw. Markus Wirsungs wiedergegeben, in deren Werkstatt das Buch gedruckt wurde. Die hornspielenden Satyrn bilden möglicherweise die Drucker auf parodierende Weise ab. Auf einer Plakette in ihrer Mitte steht in römischer Angabe „M. D. XX.“, was dem Jahr der Veröffentlichung 1520 entspricht.
Die Mehrheit der Seite nimmt der Rätselkanon im engeren Sinne ein, der das Buch beschließt. Er besteht aus einem Gitter aus 6 × 6 Kästchen, die an ein Magisches Quadrat erinnern. In jedes Kästchen sind zwei Breves notiert mitsamt zwei Silben. Einige Felder sind von dieser Regel ausgenommen und zeigen je vier Brevisnoten, wobei je zwei übereinander stehen. Diese Notation deutet an, dass sie für zwei Stimmen gedacht ist. In den Feldern in den Ecken links oben und rechts unten steht „Salve“. Weil es die einzigen groß geschriebene Wörter sind, müssen an diesen Stellen die vier Stimmen beginnen.

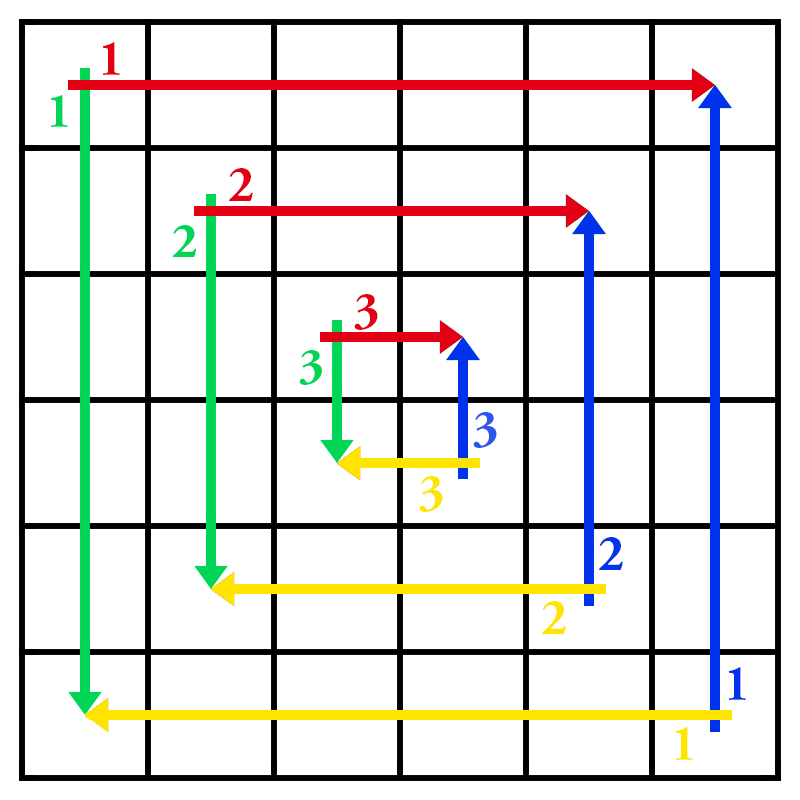
Lösung des vierstimmigen Rätselkanons

Ein Rätselkanon hat wenig mit dem Kanon im heutigen Sprachgebrauch gemein. Ursprünglich bezeichnet „Kanon“ jegliche Art von Anweisung für die Ausführenden. Einen Rätselkanon im Speziellen kennzeichnet eine Vorschrift, die absichtlich kryptisch gehalten ist. Der Unterhaltungswert bestand darin, dass man verschiedene Deutungsansätze durchprobieren musste, bis man die richtige Lösung fand. Im vorliegenden Werk lautet die Anweisung: „Notate verba, et signate mysteria“. Das heißt in deutscher Übersetzung: ‚Beachtet die Worte und macht das Geheimnis erkenntlich.‘ Löst man den Kanon richtig auf (siehe Bild) ergibt sich folgender Text: „Salve sancta parens dulcis amor meus virgo pia salus mundi coeli porta.“ Das bedeutet ins Deutsche übertragen: ‚Sei gegrüßt, heilige Mutter, meine süße Liebe, fromme Jungfrau, Heil der Welt, Tor des Himmels.‘
Einer Interpretation zufolge soll der Rätselkanon Irrgärten in Erinnerung rufen, die im 15. und 16. eine beliebte Metapher in der Theologie waren. Die Sänger müssen von den Ecken des Kanons bis zu seiner Mitte den Ausgang finden. Auf ähnliche Weise suchen fromme Christen den richtigen Lebensweg, während sie das Diesseits auf vielfältige Weise versucht. Bleiben sie ihrem Glauben treu, wartet auf sie am Ende der Himmel und das ewige Leben. So komme es wohl nicht von ungefähr, dass im Zentrum des Gitters „coeli porta“, also ‚das Tor des Himmels‘, steht.
Der Rätselkanon lässt sich auch von der Warte des Okkultismus deuten, der im 16. Jahrhundert weit verbreitet war. Laut Heinrich Cornelius Agrippa von Nettesheims Schrift De occulta philosophia (um 1510 verfasst) bestehe zwischen einer Matrix aus 6 × 6 Feldern und der Sonne eine Verbindung. Erlangt man ihre Gunst, erhält man Ruhm und Ansehen eines Königs. Marsilio Ficino legt in seinem Werk De vita libri tres von 1489 dar, dass man die Planeten zum eigenen Vorteil auch mittels der Musik beeinflussen kann. Im Fall der Sonne wurde eine einfache und ehrwürdige Musik gefordert, was auf das eher simpel erscheinende Salve sancta parens zutrifft. Die Anordnung des Rätselkanons und sein Kompositionsstil scheinen demnach zu versuchen, auf die Sonne Einfluss zu nehmen, um ihre Vorzüge auf sich zu lenken. Da der Liber selectarum cantionum an Matthäus Lang von Wellenburg gewidmet ist, soll dieser Versuch vermutlich an ihn gerichtet sein.